# Aphria miranda
Aphria miranda är en tvåvingeart som beskrevs av Richter 1977. Aphria miranda ingår i släktet Aphria och familjen parasitflugor. Inga underarter finns listade i Catalogue of Life.